# Sangue sulla luna
Sangue sulla luna (Blood on the Moon) è un film del 1948 diretto da Robert Wise.
Per l'atmosfera e le tematiche questo film è stato definito anche il prototipo del western noir, in quanto appunto costituirebbe una sintesi perfetta tra questi due generi entrambi molto in voga in quegli anni.

## Trama
Un cowboy vagabondo, Jim Garry, viene convocato dal suo amico Tate Riling per un lavoro, e finisce per trovarsi coinvolto in una sanguinosa faida tra un proprietario terriero, John Lufton, e alcuni contadini. Prima di incontrare il suo amico, si imbatte in Lufton, e poi nelle sue figlie Emma e Carol.
I Lufton sospettano che lui stia dalla parte di Riling, con il quale sono rivali, e gli sono inizialmente ostili, specialmente Emma. In effetti Garry raggiunge Riling per aiutarlo in quello che scopre essere un enorme raggiro proprio ai danni di Lufton.
Assieme all'agente governativo Morgan, Riling ha elaborato un piano per forzare Lufton a vendere la propria mandria sottocosto. Morgan ha ottenuto dal governo un'ordinanza che costringe Lufton a spostare il bestiame dalla riserva indiana entro una settimana. Nel frattempo, Riling ha organizzato i contadini che Lufton ha minacciato di mandare via dai propri possedimenti, in modo che questi blocchino l'esodo della mandria, facendo credere loro che lui operi esclusivamente nel loro interesse. Senza altre opzioni, Lufton dovrebbe poi vendere la mandria sottocosto di fronte all'ipotesi concreta di perderla del tutto. L'allevatore non venderebbe mai a Riling, però con un estraneo come Garry potrebbe mettersi d'accordo. Morgan poi farebbe in modo che il governo comperi la stessa mandria a prezzo gonfiato, mentre Garry riceverebbe 10000 $ per la sua parte nella truffa.
Lufton riesce a superare Riling in astuzia e sposta il bestiame senza alcun impedimento, ma Riling e i suoi con una razzia, nella quale muore uno dei contadini, disperdono le bestie per tutta la riserva. Adesso serviranno parecchi giorni per radunare di nuovo la mandria, più di quelli concessi a Lufton come termine ultimo.
Garry, disgustato dal comportamento disonesto di Riling, arriva addirittura a difendere Lufton durante un agguato nel quale due killer prezzolati volevano ucciderlo. Emma cambia così opinione su di lui, inizialmente sospettato di aver rivelato a Riling il contenuto di una lettera che il padre lo aveva incaricato di recapitarle. In realtà è la sorella Carol, innamorata di Riling, a passare le informazioni sui movimenti del padre. Garry cambia definitivamente fazione ed ha un violento corpo a corpo con Riling al termine del quale sfugge ai suoi scagnozzi e si dirige dai Lufton. Soccorso da Emma, finisce per raccontarle ogni cosa.
Per guadagnare tempo, Garry persuade l'agente governativo, che non è al corrente della rottura con Riling, di inviare un messaggero al governo per guadagnare una settimana di tempo. Garry prende Morgan come prigioniero, mentre Riling e i suoi accoliti li inseguono. Jim viene raggiunto e, ferito da una coltellata, fugge fino alla capanna di Kris Barden, il padre del contadino che era stato ucciso durante la razzia; a questi si aggiunge anche la coraggiosa Emma.
I tre sono sotto assedio. Sebbene debole e febbricitante a causa della ferita, Garry scivola fuori dalla capanna di notte e dopo aver ucciso gli uomini di Riling e messo fuori combattimento l'agente governativo, si trova finalmente a fronteggiare il suo vecchio amico. Nello scontro che segue, Riling è ferito mortalmente. Morgan viene sbugiardato di fronte ai contadini che decidono di riaprire un dialogo con Lufton che festeggia così la ritrovata serenità e anche il fidanzamento della figlia Emma con Jim che ormai ha cambiato vita.

## Produzione
Sangue sulla luna, come spiegato nel film, è un'espressione indiana che sta ad indicare il presagio di una tempesta. Il soggetto è tratto dal romanzo Gunman's Chance di Luke Short del 1941.

## Distribuzione
In Italia il film è stato distribuito anche col titolo Vento di terre selvagge.